# Сатторов, Имомудин Мирзоевич
Имомудин Мирзоевич Сатторов (род. 6 июня 1964) — таджикский дипломат. Чрезвычайный и Полномочный Посол Таджикистана в Федеративной Республике Германия (с 2022). Чрезвычайный и Полномочный Посол Таджикистана в России (2014—2021).

## Биография
Родился 6 июня 1964 года в Республике Таджикистан. По национальности таджик.
Образование высшее. Окончил философский факультет Московского государственного университета им. Ломоносова (1981—1986), аспирантуру по кафедре социально-политических теорий МГУ (1988—1992). Владеет немецким, английским, персидским, таджикским и русским языками.
- 1986—1987 — ассистент кафедры политологии Таджикского Государственного Университета;
- 1987—1988 — стажёр кафедры социально-политических теорий Московского государственного университета им. Ломоносова;
- 1992—1993 — Заведующий отделом еженедельной газеты «Бизнес – Московские новости»;
- 1993—1995 — вёл научную деятельность и изучал языки при Университете г. Бонн;
- май—ноябрь 1995 — атташе Посольства Республики Таджикистан в Федеративной Республике Германия;
- 1995—1999 — второй секретарь Посольства Республики Таджикистан в Федеративной Республике Германия;
- 1999—2003 — первый секретарь Посольства Республики Таджикистан в Федеративной Республике Германия;
- 2003—2007 — заместитель председателя «Ориенбанка», руководитель Европейского представительства банка в г. Франкфурт-на-Майне;
- до августа 2007 — начальник управления анализа и стратегических исследований Министерства иностранных дел Республики Таджикистан.
- 6 августа 2007 — май 2014 — Чрезвычайный и Полномочный Посол РТ в Федеративной Республике Германии, Чешской Республике и Польше (с резиденцией в Берлине).
- С 15 мая 2014 по 2021 год — Чрезвычайный и Полномочный Посол РТ в Российской Федерации[3].
- С 27 января 2022 года — Чрезвычайный и Полномочный Посол Республики Таджикистан в Федеративной Республике Германия[1].

Имеет дипломатический ранг Чрезвычайного и Полномочного Посла.

## Семья
Женат, имеет 3 детей.

## Награды
- Орден «Шараф».
- Медаль Мхитара Гоша (16 декабря 2021 года, Армения) — по случаю 30-летия независимости Армении, за значительный вклад в укрепление и развитие дружественных отношений с Республикой Армения, углубление политического и экономического сотрудничества[4].